# 新幹線300系電力動車組
新幹線300系電動列車（日语：新幹線300系電車）是日本东海道、山阳新干线的第三代新幹線车辆，由東海旅客鐵道（JR東海）和西日本旅客鐵道（JR西日本）兩家公司各自操作。該車款于1992年3月開始投入服務，作為該路線上最高等級的希望號（のぞみ，Nozomi）之使用車種。但隨著更新的車種陸續推出，300系陸續被改用在較低等級的車班上，並在2012年時除役。

## 概要
300系是首款服務希望號（のぞみ，Nozomi，意思是「希望」）班次的新幹線列車，其最高運行速度達270km/h（測試時為325km/h）。
1990年（平成2年）东海旅客铁道（JR东海）订购的量产先行试制车（J0编组，后来量产化改造为J1编组）登场，之后量产车（J编组）由1992年（平成4年）到1998年（平成10年）间制造。另外，1993年（平成5年）制造的列车替换1975年（昭和50年）3月因新干线延长至博多站后而合并制造的0系。量产车外型由手錢正道、戶谷毅史、松本哲夫、木村一男设计。
为了实现稳定而高速的运行，车体进行了空气动力学性能的提升及轻量化改进，由东京站至新大阪站仅需要2小时30分。此后，1993年3月18日，“希望号”的运营区间延长至博多站，西日本旅客铁道（JR西日本）引入相同规格的300系（F编成）9组列车，东京站-博多站间仅需要5小时4分。同年5月，此車型獲頒鐵道友之會的桂冠獎，為JR東海成立以來首次獲此獎項的鐵路車輛。
截至1998年停产為止，300系共制造了70组、1120辆，包括J编组61组、976辆和F编组9组、144辆，J编组中在500系制造结束后落成的编组之外，J52之后的编组在700系的量产先行试制车C1编组落成之后竣工。此外，1号量产车J2编组比100系G编组中的最终增备编组G46编组先落成，但G46编组先报废了。
1999年后，随着700系的量产和100系开始报废，“希望号”的运用逐渐让给了700系，改为“光号”和“回声号”。为置换本系列而开发的N700系自2007年开始量产，300系因而开始了报废进程，相应的“光号”和“回声号”由从“希望号”撤下的700系（一部分为N700系）充当。
本系列车于2012年3月16日退出東海道・山陽新幹線的营运，其中JR東海所属車辆在同月被全数报废。
值得一提的是，300系新幹線是日本新幹線中暫時唯一一款由開始使用到退出營運仍保持單一型號最長列車編成（16輛）的列車。

## 开发

### 超级光号
「希望号」的原型为「超级光号」，其开发历程可以追溯至1988年1月在JR东海内部设置的“新干线速度提高计划委员会”，该委员会于同年1月28日第1次發表該提速計畫項目。该委员会是在100系开发项目后继续进行300系的研发探讨的。

### 270km/h
「希望号」的目的是為了要尽可能快地聯繫东京站及新大阪站之间的交通，當時所設定的競爭对手為民航。在兩地間航空機飞行所需的时间雖僅需1小时，但從市區到机场間的交通移动却相當耗時。為了能與航空對抗，因此擬定的策略便是若列車能控制在2小时30分到達或许能达到与航空竞争的目標。「希望号」在推出当初的广告标语是：「足够应付上午9点的会议」。
经过對线路设备等各方面的探讨，列車營運速度被設定在270km/h。

### 車輪軸重在11.3吨以下
第一代新干线0系的最高速度是220km/h，車輪軸重為16噸（1辆64噸）。开发300系當时，為了將其在270km/h行駛时列車噪音和振動情况控制在与0系於220km/h行駛时同样的程度，故而考慮對車輛進行轻量化。為此，便取下0系列車部分车廂的电动机和电阻器等行车机器，改造為無動力車廂（拖车）以進行轻量化，再將這些車廂夹在列車編組中間，於1988年5月24日至6月3日之间在滨松站至名古屋站間进行试验行驶。該節無動力車廂的车重是44噸。之後分別改以56噸的空车及裝滿水的64噸的車廂來做试验。
因为0系的最高速度就如同上面所述為220km/h，根据實地试验所得的數據计算得出，若車輪的軸重設定在11.3噸（车重45噸）以下就能达到在270km/h運轉之下能維持不超过现行的车辆在220km/h運轉之下的車輛振動值。自300系以后，在东海道、山阳新干线行駛的车辆，車輪軸重的设计均以11.3噸以下為目標。

### 地面设施的改良
东海道新干线上半徑2500公尺（R2500）的彎道較多，原本的彎道路線設計超高量是180mm，不过，随着300系开始運轉，彎道路線超高量則變更為200mm。同时，在半徑3000公尺（R3000）的彎道上，路線超高量从150mm變更為180mm。这項改善工程使得这些区间的最高速度能够提高至255km/h。东海道新干线整體有约1/4（120km，上行和下行线共计240km）的路段实施了这項彎道路線超高量的变更工程。
由於与以前车辆的最高速率不同，ATC也进行了相应改良。首先，为使ATC能够对应270km/h的高速運轉，ATC信號的频率種類也增加為2種，並新增了高速對應的信号，不过，是在不影響原來的單一频率信號傳送方式的基礎上加以改良的。加上在安全性的方面重新考虑之後，將闭塞区间的长度从以前的10km缩短成8.5km。这些改良使得300系能在旧有的列车运行图高速化后运行。

### 试乘会
1992年3月8日举行了300系试乘会，同日也有新干线开发史上具有重要意义的初代小田急3000型電力動車組告别运行，媒体亦同時报道兩者。

## 结构
300系是首款安装VVVF逆变器和再生制动的新干线车辆。

### 车身结构

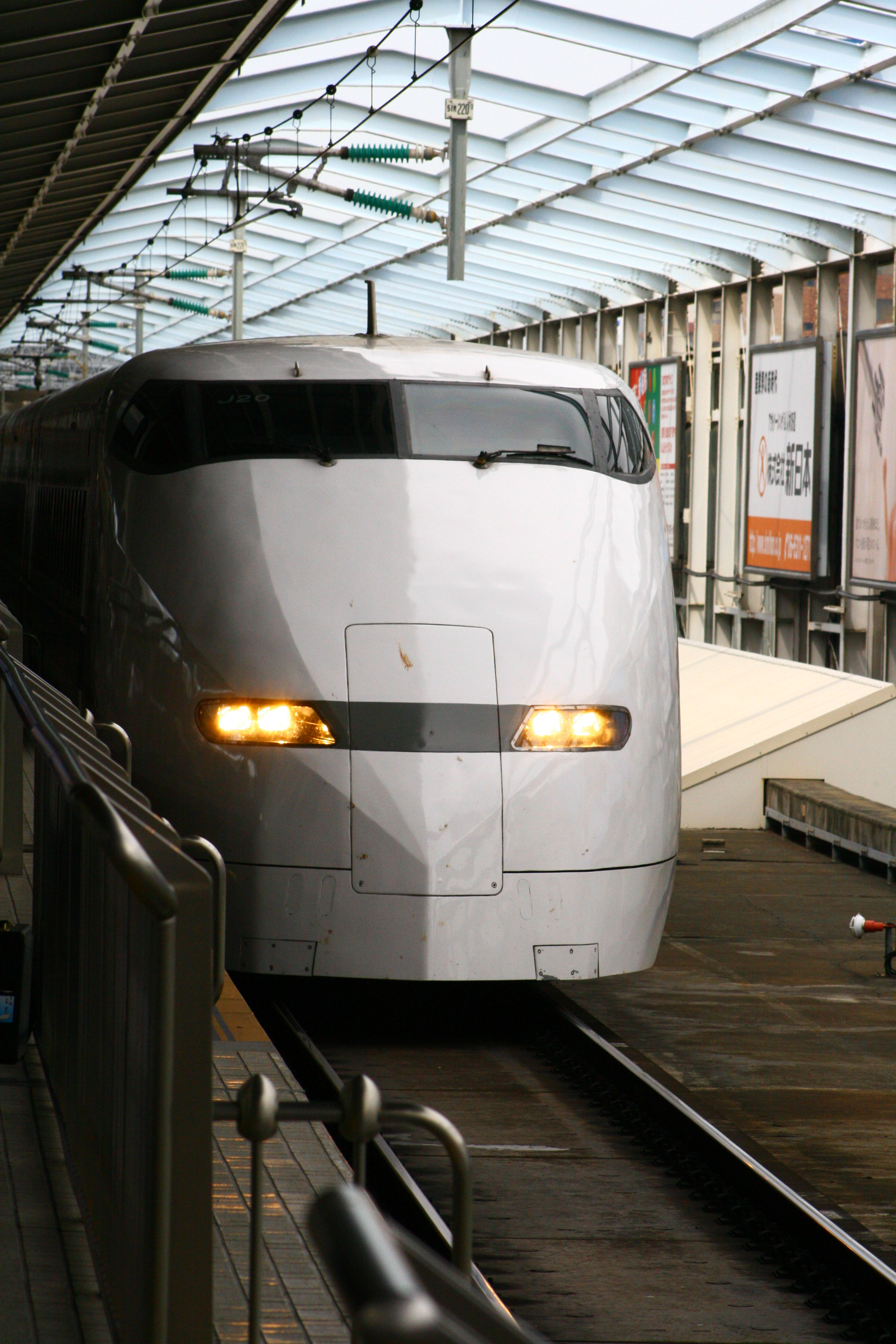
与下部裙板连为一体构成的圆滑而流畅的车头

车身首次采用铝合金单皮层构造，车身重量6.0吨，较首款使用铝制车身的营运用新干线列车200系的8.5t相比减少了2.5t，轻量化效果明显。为了达到降低空气阻力的效果，车辆横截面积减小，车体高度比100系降低了约40厘米。同时，为降低行驶过程中的风切噪音，驾驶室周边采用了平滑设计，与下部裙板构成一体。此外，为了降低车辆重心，将300系之前的新干线列车采用的置顶空调移动至车体底部，因此，空调出风口重新设计为通过窗间的柱子内的管道送风。与此同时，侧窗再度缩小（普通车上下660毫米×高780毫米），窗框高度由100系的855毫米降低至710毫米。
初期的车辆（J1-J15、F1-F5编组）为了使空气阻力降低，所以采用了关门时与车体齐平的嵌入式門，但因结构复杂故障频繁，加之成本问题及未达到明显的降低噪音效果，而自1993年的首列增备车J16编组开始改为常用的內藏门。此外，100系为止的新干线采用与车顶平行的遮雨板也被省略，仅设置在车门上方。这也成为包括东日本旅客铁道（JR东日本）的新干线列车在内的后续新干线车辆的主流配置。

### 主要机器

#### 电源控制装置
除了主变压器将来自高架電車線的25kV单相交流电降压之外，还有主变頻器装置将单相交流电转换为直流电，再转化为三相交流电作为交流电源驱动主电动机。故300系也是首款使用交流牽引電動機的載客新幹線列車。
采用M1+T+M2组合，M1车（315型、325型）搭載了主变頻器装置、辅助电源装置，M2车（316型、322型、326型）搭載了主变頻器装置，T车（319型、328型、329型）搭載了主变压器、集电装置、空气压缩机。为了使车体底部变得平滑以减低噪音、防止积雪，车底下方的机器按不同类别放置，并设置了简易盖板。
主变压器（TTM2，WTM204）為强制风冷式，容量2,900kVA。
主变頻器装置（TCI1，WPC2）由GTO元件两个PWM变流器+一个VVVF逆变器构成。GTO元件开关频率低，因此发车与停车时能听见电动机发出明显的磁励音。
主电动机（TMT1 - TMT5，WMT203)为鼠笼式三相电动机，每节动力车辆配备4台。持续额定功率300千瓦，交流电动机的使用较采用直流电动机的100系相比输出功率高出约30%，质量却减少一半，一定程度上对全车的轻量化做出了贡献。
300系是首款采用了VVVF逆变器控制的再生制动的新干线列车，制动性能得以强化，但未装备电动机的拖车无法实现再生制动，故而装备了涡电流制动设备。因为车体轻量化使得编组重量中乘客重量的比例增加，本系制动控制加装了负重补偿装置。
不过，虽然使用铝合金车体而实现了轻量化，但是拖车的涡电流制动设备比电动机重，加之其装有设备中最重的主变压器，使得拖车的重量比电动车重。之后开发的500系因全列车为电动车故无此顾虑，700系则通过制动装置的轻量化及机器配置的最佳化达到电动车与拖车重量均等。
正因為動力車的分佈問題，加上全列車2支集電弓（初期多達3支）均設於非動力車廂，故300系成為了首款採用車頂的匯流排（busbar）作為把動力傳送至整組列車的新幹線車款。

#### 轉向架
本车的轉向架以日本铁路综合技术研究所（JR總研）开发的9023EF型转向架为基础，也是新干线车辆首度采用无承梁转向架，不仅重量减轻，还兼具优良的曲线通过性能。为了提高列车在时速270km行驶时的稳定性，轴箱的支撑方式由0系新干线以来所用的IS式改良为圆柱橡胶并用式。为了达到轻量化的目的，车轮的直径由910毫米缩小至860毫米，车轴改为中空式。同时，转向架不留边框，框架改用高张力钢材，轴箱、齿轮箱使用铝合金材质。与100系一样采用WN平行万向节驱动方式。
转向架型号为M车TDT203型（3000番台WDT203型），T车TTR7001型（3000番台WTR7001型）。重量为TDT203型6,689公斤，TTR7001型6,914公斤，较100系DT202型的9,800公斤和TR7000型的9,225公斤大大减轻，实现轻量化。

#### 集电装置
最初，车辆的集电弓为三组组合了大块挡板的交臂式集電弓（TPS203型）（第6、9、12号车厢，博多方向）。为了抑制集电弓离线产生电火花，在车厢顶部采用特高壓引通線将其与各电气单元连接起来。各车辆之间的特高壓引通線通过電纜接頭连接。行驶时，为了降低噪音仅使用后部两个集电弓，但在实车试验行驶中发现在隧道内由于集电弓挡板的影响车厢会左右摇摆而降低乘坐舒适度，依据试验结果，从1995年（平成7年）8月起撤去车辆中间的集电弓并改变了车辆前后集电弓挡板的形状。随后，在700系下线的1998年（平成10年）度增加的预备车J59-J61编组自下线之时，其特高壓引通線就改成与700系同样的以4节车厢为单位的電纜接頭（cable head）式。1999年（平成11年）度，为推广700系所使用的降噪技术之成效，现有编组的集电弓也改为单臂式集电弓加上絕緣礙子罩和直接接头（除J59- J61编组），故所有300系均为单臂集电弓。
- TPS203型[16]
  - 折叠高度：65mm[16]
  - 正常使用高度：575mm[16]
  - 正常向上力：5.5kg[16]
  - 总装重量：140kg[16]

J编组和F编组在外观上的识别方法为集电弓罩（J编组灰色，F编组白色）及JR标志的色差，F编组车身下部追加了供升降千斤顶受力用的凹陷设计。

### 內部結構

#### 車廂配置

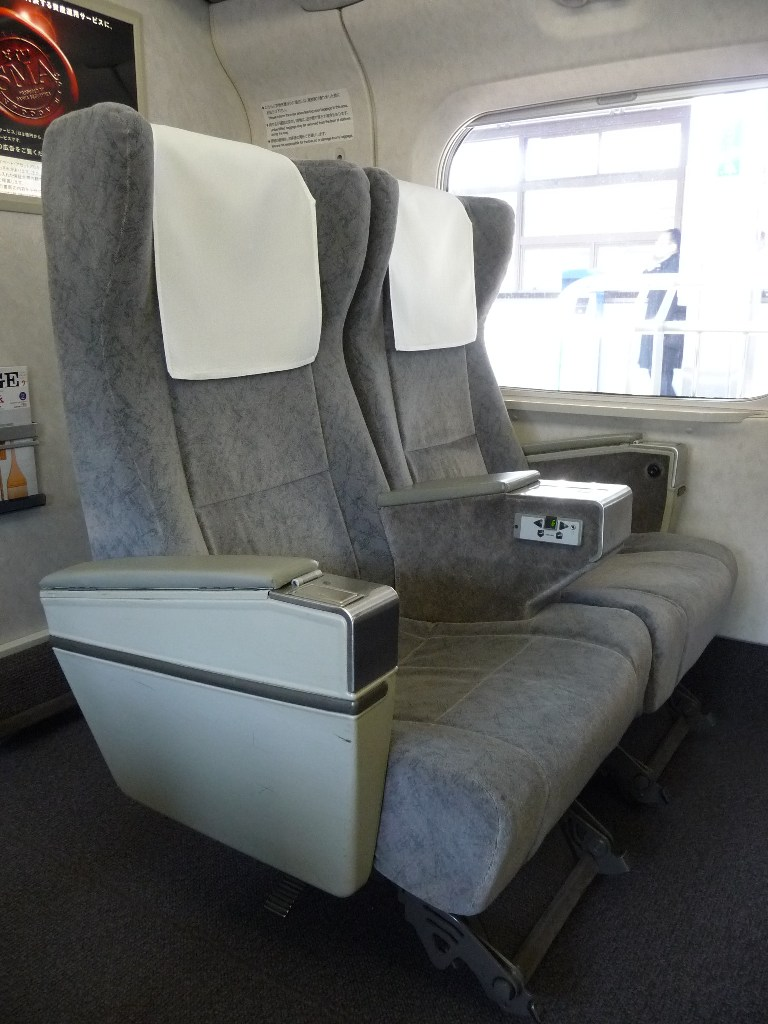
F編組绿色车廂座席
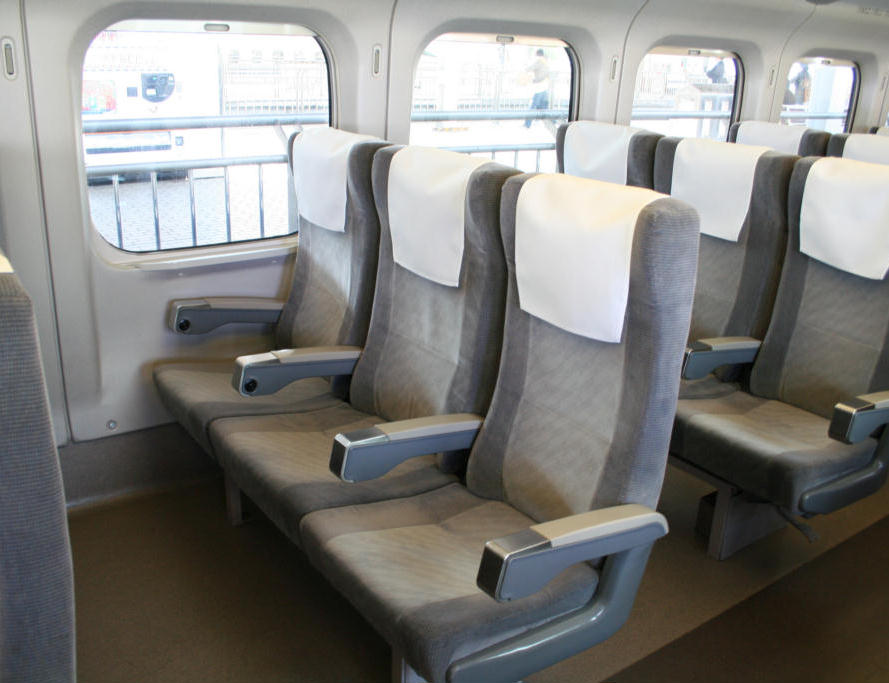
F編组普通车厢座席

该车以16节车厢为一个编组，第8-10号車为綠色車廂（一等座车），其余为普通車廂（二等座车）。与100系不同，该车并未配置双层车厢及一等包厢。
綠色車廂的座椅排列为2+2，与100系一样每个座席都有阅读灯及通过耳機接收的音频服务。
普通車廂采用3+2的座席排列，座席前後间隔和100系一样是1,040mm。本系列从量产车起3人座席侧的中间座位（B席）的有效宽度较靠窗侧和通道侧座位的430mm多了30mm，为460mm。此外，自本系列起取消了餐车，取而代之的是在11号车厢内设置了兼具车内售货准备室功能的“販賣部（service corner）”，但随着车内售货服务的完善，“販賣部”于2003年9月起被废止。除J1编组之外，列车定员为綠色車廂200名和普通車廂1,123名，共1,323名，这在此后也成为东海道新干线车辆的标准定员。另外，J编组为棕色系配色，F编组为灰色系配色，也能据此区分。J编组和F编组的不同之处还在于，普通車廂座位几乎同色（靠背上的短毛绒材质颜色有区别），綠色車廂座位来说，在头枕、音量开关和阅读灯开关配置、阅读灯的设计、靠背后部的袋子的设计等处存在差异。

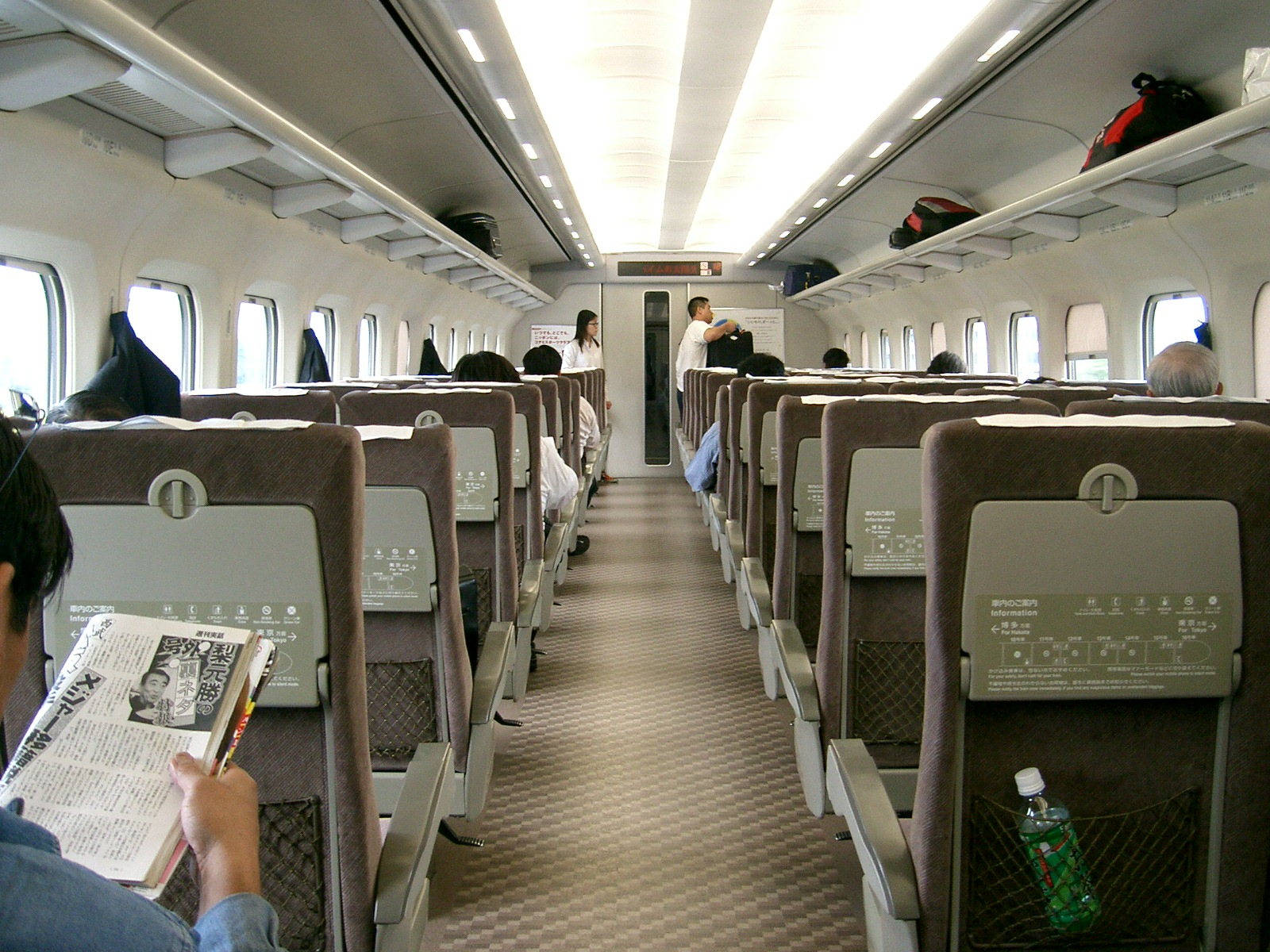
采用间接照明的普通車廂（J编组）

车厢内采用间接照明。这是为了实现在车体横截面缩小车身高度降低的情况下而又能扩大室内高度而采取的相对合理的方式（该车车体高度由100系的3,800mm降至3,650mm，降低了150mm，而室内高度却由2,100mm扩大了40mm至2,140mm）。
J编組

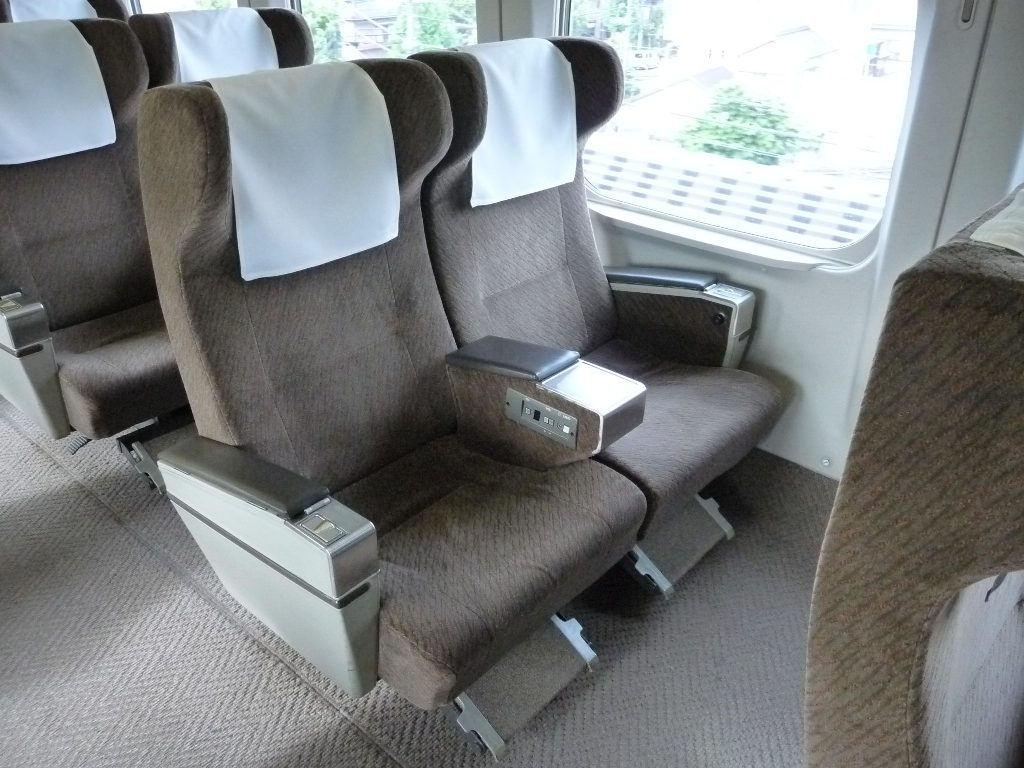
J編組绿色车廂座席
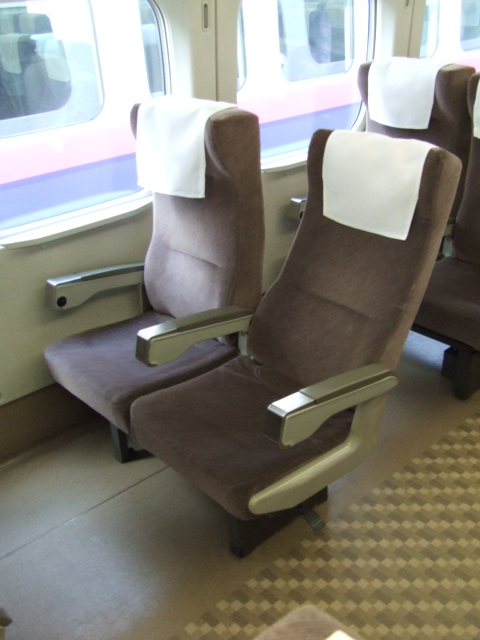
J編组普通车厢座席

F编組
- F編組绿色车廂座席
- F編组普通车厢座席

### 乘坐舒适度
该车在设计时以实现其高速运行性能为第一优先考量而忽略乘坐舒适度，故而衍生出一系列问题，如靠背的降低和伴随高速行驶而加大的振动等。投入运营初期诸如“放在小桌板上的咖啡溅出来了”“三明治都还没吃呢就整个掉地上了”之类的意见层出不穷。直至退役階段也时常出现因再生制动而引起较大的前后冲击。此外，加减速时需要的辅助电源装置安装在拖车上，其令人为之诟病的噪音直至退役也未能有所改善。
此后为了应对噪音和振动问题进行了诸如使用钢材改造等工程，下方的“舒适度改善工程”还有其他描述。
因为空调移动至车厢下部，出风管道设置在车厢壁，体感温度受外部气温变化和阳光直射的影响程度减小。这是由于空气通过与薄薄的单皮层构造的外壁接触的管道向室内吹出，使得夏天受阳光照射而导致冷气效果变差，冬天由于外部低温而导致暖气效果变差，但空调的负荷效率变差的另一面，却对壁面温度先行进行了控制，对于车厢内的人来说较不易受到放射加热和放射冷却的影响。
不过，由于采用了有限要素法等新式设计思路，自设计伊始就着手考虑对付隧道内微波气压，因而采取了气密车厢设计。此举有效抑制了车厢内的气压变化，就此方面而言舒适度较以往车款有所上升。
本系列将许多新技术采用、实用化，被看作是新干线高速化的第一步，故而其在技术层面上获得了很高评价，但在实际乘坐的乘客看来，结合了舒适度之后，其评价却不太好。在反省了此点之后，JR东海的后续车辆700系的开发过程中不仅考虑了车辆的高速运行性能，还把舒适度作为重点加以考量，乘客也对降低振动和提高舒适度的效果给予肯定。不仅局限于新干线，此后JR各社在开发在来線新型特急列的時候也加以重视。

#### 舒适度改善工程
JR东海2004年（平成16年）9月29日宣布，为了提高车辆舒适度，以后期制造的J编组为中心，将改造43列编组列车（J17、J18、J20-J26、J28编组之后）。其中，使用于N700系量产先行试制车的改良型半主动悬架安装于第1、6、8-10、12、16号车7节车厢（两端车头、綠色車廂和搭载集电弓车厢），其余的9节车厢则加装改良型左右阻尼器，在700系上使用的空氣彈簧和偏航阻尼器则装配于全车。按照检查、入场等施工流程，于2006年（平成18年）10月完成改造。
若要加装车体间的阻尼器需要进行必要的强化作业，但由于车体端部为铝制，改造存在难度，故被搁置。此外，上記以外的编组（J2-J16、J19、J27编组）因置换为N700系而不在施工范围内。

### 前照灯、尾灯
沿革旧日本國有鐵道（JNR）时代0系以来的特点，采用前照灯和尾灯使用同一灯泡，通过不同颜色的玻璃板转换切换首尾状态，这一传统结构仅持续到本系列（使用同一灯泡及玻璃板转换首尾的新幹線電車有0系、100系、200系、300系及E1系），500系之后的新型新干线列车采用灯丝结构的前照灯和发光二极管的尾灯，将两者完全分离。

### J1編組（登場時：J0編組）

#### 與量产车輛的不同点
“希望號”试验列车J0編組，於1990年3月8日分配在东京第二车辆所，於1990年创造303km/h的记录，1991年（平成3年）2月28日凌晨创下了325.7km/h的记录，更新了12年以來961型的国内最高速度记录。该车有着与往后登场的量产车輛不同的外表： 
- 車顶高度，與量产车輛3,650mm相比，J0編組為3,600mm
- 車頭駕駛室玻璃的形状不同
- 車頭兩側下面接近車輪轉向架之處有膨脹突起
- 前面頭燈的玻璃有稜角、較不平整（量产车輛較带有着圆滑感）
- 前面車裙分割线的差异
- 侧面車窗的高度較高
- 驾驶台窗戶玻璃上部的把手型式不同（J1編組為横向，量产车輛為纵向）

不仅如此，在登场的时候其外表有所改变，如以下所述：
- 在連結器蓋与前面的頭燈有连為一體的银色装饰带（量产车輛為灰色塗裝）
- 侧面带子的颜色不是现在量产车輛的青20号，而是水色（量产车輛和以往列车一样为青20号）
- 象征性标记被標示在車輛侧面上

J0編組登场当初因为东海道新干线采用BT馈电方式，集電弓在各单元各1節車廂，總計5節（第3、6、9、12、15号车厢）装载，不过，在1991年转换成AT馈电方式之后，即撤去了第3、15号车厢的集電弓，只留下了其中3節車廂的集電弓，其中第9号车厢的作为预备用，因此使用集電弓的車廂缩少至2節。此后，在第9号车厢的集電弓也撤去了，最终則改為和700系相同型式的單臂式集電弓和集電弓蓋板。
在J0編組的第7号车厢有类似設置於100系的自助食堂，量产车輛改造後被撤去。

#### 量产车輛改造后
在登场后的1993年3月10日，J0編組被改造成J1編組作為營業使用。外表和量产车輛相同，車側带子的颜色做了变更，並除去了象征性标记。同时，第15号车厢的編号从329-9002改為329-9501。之後，装饰带部分被换成了与量产车輛相同的灰色的涂裝的联结器蓋。
由于信號控制系統轉譯器的关系，該編組在「希望號」的營運行驶被限定在东海道新幹線区间，而作為「光號」也只行駛到山陽新幹線的岡山和廣島為止。该车于2000年脫離了營業上的运用，2001年以后則再次作为試驗用车輛。該組列車之後也測試了在N700系上所装载的新型集電弓和车身倾斜控制装置、全周幌以及在东海道新干线区间數位式ATC的試驗。
2005年N700系Z0編組制造完成，代替J1編組作为JR東海的主要新幹線试驗车輛。
J1編組已於2007年3月28日報廢，並於4月1日除籍。該組列車的第1-15號車廂已於4月底拆毀，現餘下第16號車保存在JR東海的鐵道博物館內。

## 列車編組表
300系列車編組表

|              | ←博多                 | ←博多                 | ←博多                  | ←博多                 |                        |                                 |                        |                        |                        |                        |                        |                                 | 東京→                  | 東京→                 | 東京→                  | 東京→                  |
|              | 1號車                 | 2號車                 | 3號車                  | 4號車                 | 5號車                  | 6號車                           | 7號車                  | 8號車                  | 9號車                  | 10號車                 | 11號車                 | 12號車                          | 13號車                 | 14號車                | 15號車                 | 16號車                 |
| J編組、F編組 | 323型 （Tc） 普通車廂 | 325型 （M1） 普通車廂 | 329型 （Tpw） 普通車廂 | 326型 （M2） 普通車廂 | 325型 （M1w） 普通車廂 | 328型 （Tp） 普通車廂、附集電弓 | 326型 （M2k） 普通車廂 | 315型 （M1s） 綠色車廂 | 319型 （Tps） 綠色車廂 | 316型 （M2s） 綠色車廂 | 325型 （M1h） 普通車廂 | 328型 （Tp） 普通車廂、附集電弓 | 326型 （M2w） 普通車廂 | 325型 （M1） 普通車廂 | 329型 （Tpw） 普通車廂 | 322型 （M'c） 普通車廂 |
| J編組、F編組 |                       | 第1動力組合           | 第1動力組合            | 第1動力組合           | 第2動力組合            | 第2動力組合                     | 第2動力組合            | 第3動力組合            | 第3動力組合            | 第3動力組合            | 第4動力組合            | 第4動力組合                     | 第4動力組合            | 第5動力組合           | 第5動力組合            | 第5動力組合            |

## 制造

### 第1批
基于1990年落成的先行试制車J0编组長期试验行驶的結果，为了運行“希望号”班次，从1992年1月开始至3月有4编组64辆（J2-J5编组）落成。

### 第2批

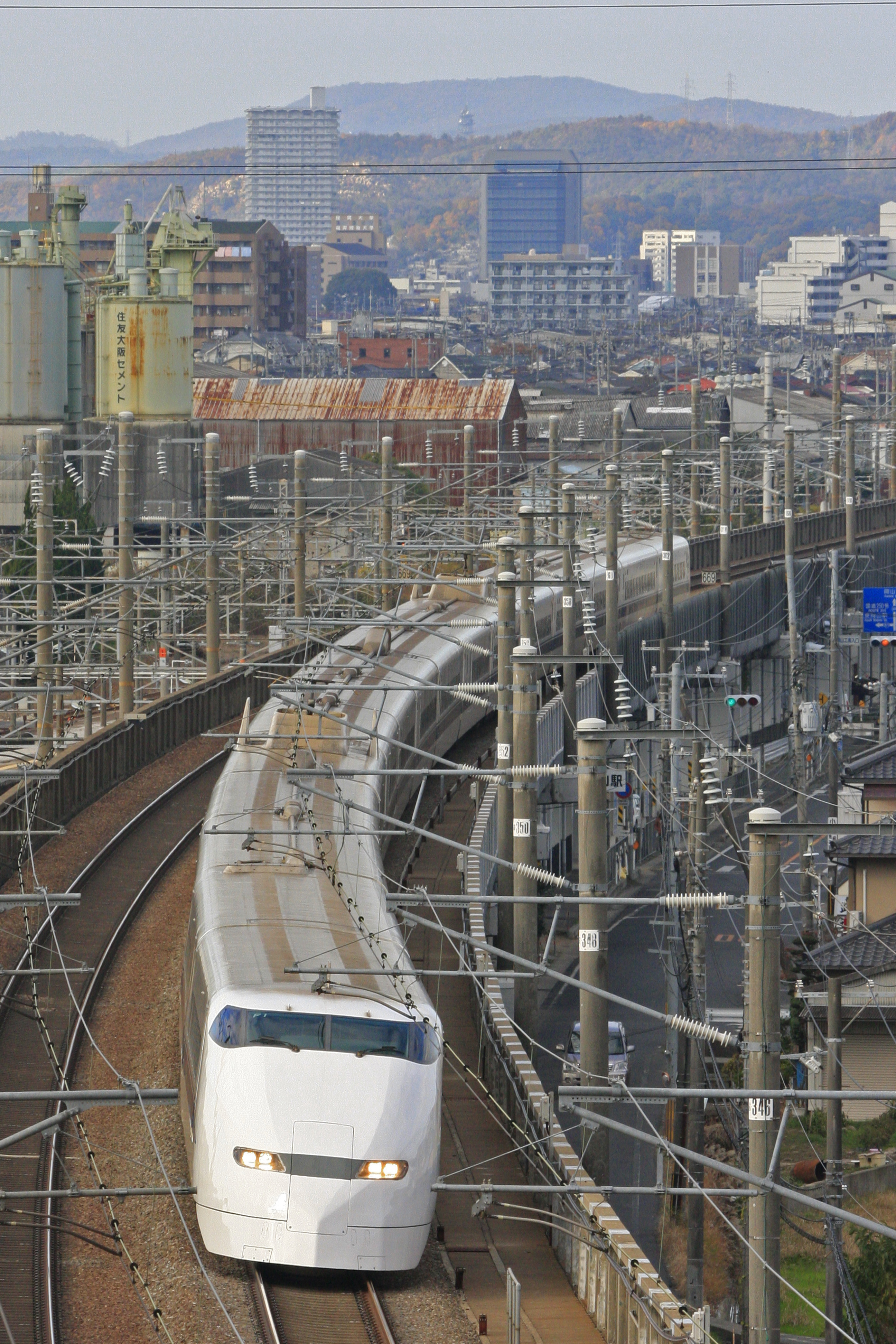
F1编组

1993年3月18日更新运行图之后，为因应每小时开行一班“希望号”的安排，1992年9月至1993年3月期间有10编组160辆（J6-J15编组）落成，同时也制造了JR西日本所属的F1-F5编组。
为应对東京-博多間長距離运行，除了进行水箱扩容之外，为了降低車内噪音，变更了加速时电动机的电流值并插入了隔音板。

### 第3批

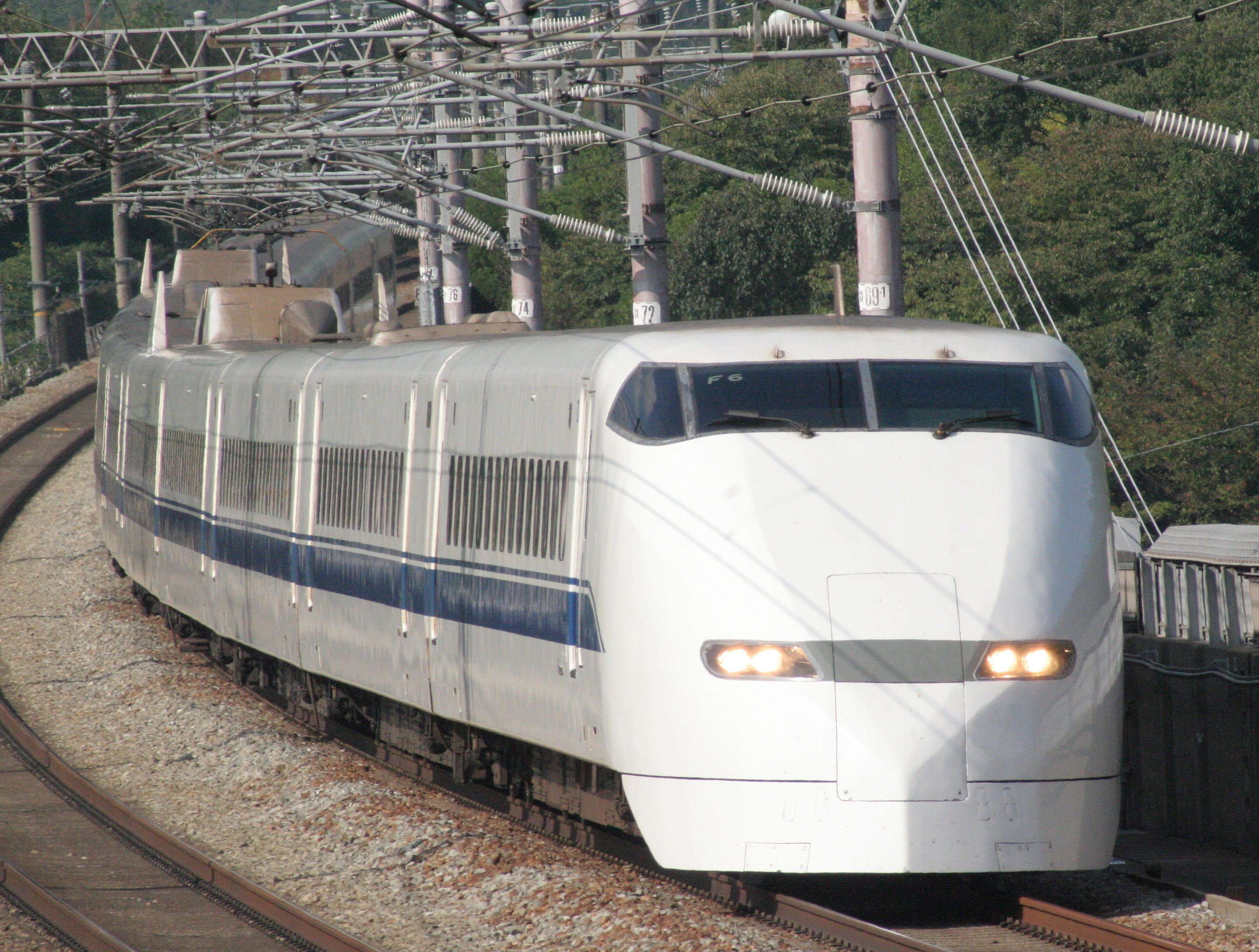
F6编组

为置换0系，1993年3月到1994年7月间生产了8编组128辆（J16-J23编组），同时也制造了JR西日本所属的F6-F9编组。
车厢门由嵌入式門改为推拉门。

### 第4批
为了替换老旧车辆，1994年11月至1995年6月期间制造了6编组96辆（J24-J29编组）。

### 第5批
为了替换老旧车辆，1995年8月至10月期间制造了4编组64辆（J30-J33编组）。
更换了綠色車廂（グリーン車）的靠脚。将以往固定在座椅台改为固定于座椅上。

### 第6-9批

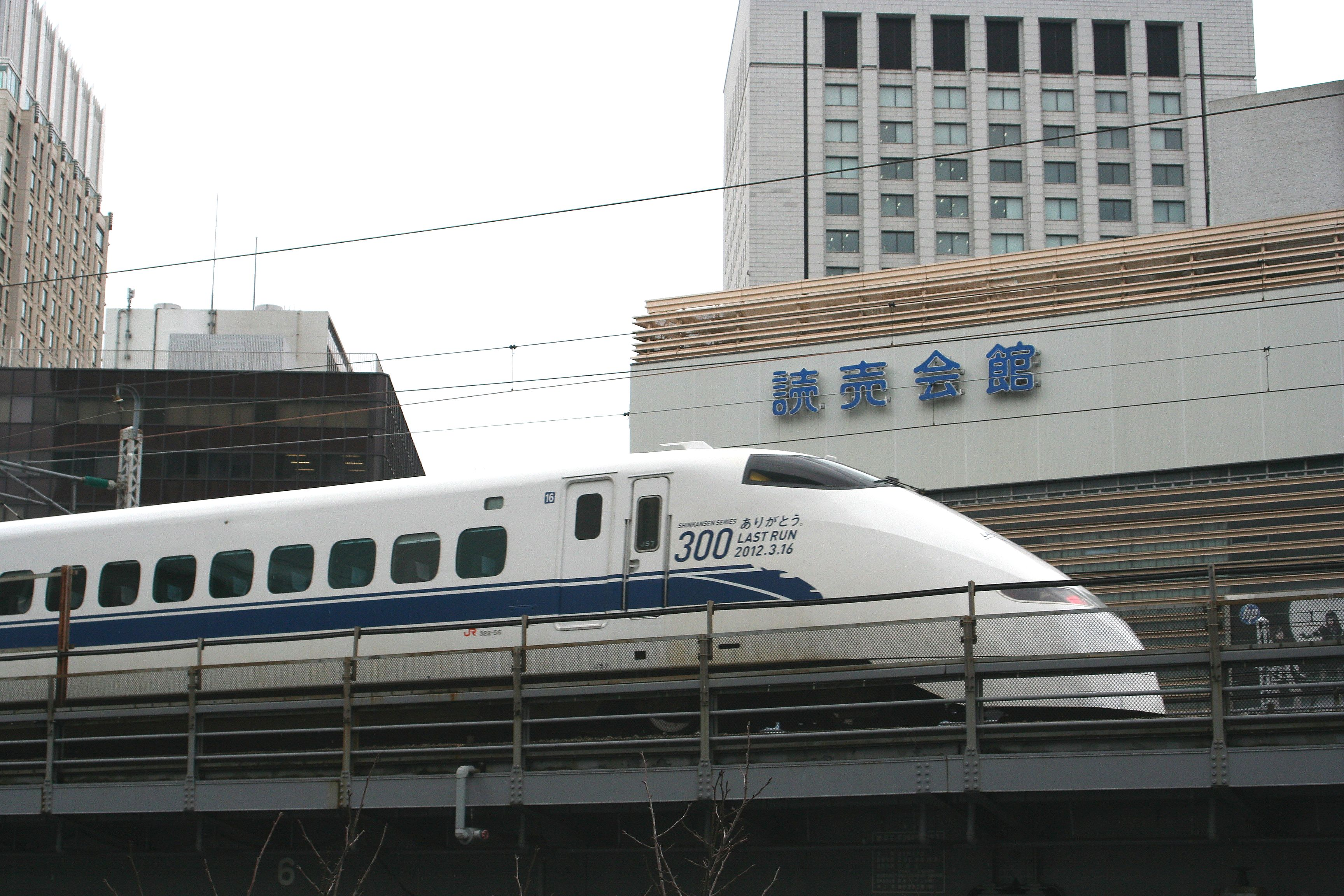
执行告别班次希望號329號的300系J57编组

为了替换老旧车辆，制造了J34-J58编组。此间，J51编组和J52编组之间导入了700系先行试制车，而在同一时期JR西日本导入了9组500系。

### 第10批
为了替换老旧车辆，制造了J59-J61编组。
各车厢的特高压引通线改为以4节车厢为单位的電纜接頭式连接。已经生产的编组则通过追加施工的方式改造。

## 初期故障
虽然300系在东海道新干线提速了50km/h，但是运营初期还是有各种故障烦恼。
自投入营运起至4月25日的一个半月间发生了183起故障（J2编组：48件〈其中主变頻器装置6件〉、J3编组68件〈其中主变频装置29件、ATC3件〉、J4编组55件〈其中主变频装置9件、ATC1件〉、J5编组12件〈其中主变频装置6件、ATC3件〉）。
1992年5月6日，行驶于名古屋站 - 三河安城站之间的「光号238号」（新大阪开往東京・J4编组）因主電動機的固定螺栓发生断裂而使得列车在190km/h行驶状态下紧急停止，致使该车4小时动弹不得。
此外，该型列车在隧道内会发生蛇行運动，虽然对受电弓周边等处做了修改以应对，但无法改动的车体左侧与左下方的隧道壁产生乱流所引发的左右运动问题依旧存在。

## 車輛退役
300系J1編組已於2007年3月28日報廢，並於4月1日除籍。該組列車的第1-15號車廂已於4月底拆毀，現餘下第16號車廂保存在JR東海的濱松工場內，之後則送至JR东海磁悬浮・铁道馆內供展示之用。
而之後則继续量产车輛的报废，在2007年度前半年部分以J2、J14、J19等3编組成为第一批报废的對象，同年度后半年則以J3、J4、J6、J8、J11等5编組成为第二批报废的對象。
而列車报废程序依次被进行，2008年度結束之前J编組有20组报废，在2009年4月時J编組的在籍数量則有41编組(J20～J26、J28～J61编組)，J编組在N700系增加之後將全部依次报废。
根據2010年5月4日的一部分报道，JR东海保有的300系24编組384輛，預定在2012年3月之前完全报废(2010年4月末)，不过，JR东海並没有正式发表。
| 年   | J編組                                              | F編組       | 报废車輛編組                                                                  | 備考                                                                                        |
| ---- | -------------------------------------------------- | ----------- | ----------------------------------------------------------------------------- | ------------------------------------------------------------------------------------------- |
| 2006 | J1 - J61                                           | F1 - F9     |                                                                               |                                                                                             |
| 2007 | J2 - J61                                           | F1 - F9     | J1                                                                            |                                                                                             |
| 2008 | J5、J7、J9、J10、J12、J13、J15 - J18、J20 - J61    | F1 - F9     | J2-J4、J6、J8、J11、J14、J19                                                  |                                                                                             |
| 2009 | J20 - J26、J28 - J61                               | F1 - F9     | J5、J7、J9、J10、J12、J13、J15 - J18、J27                                     | JR东海進行的乘坐舒適度改良工程未实施的編組完全报废 JR东海車廂門採用推拉门方式的編組完全报废 |
| 2010 | J22、J30、J35、J44、J50、J52、J54 - J57、J59 - J61 | F1 - F9     | J20、J21、J23 - J26、J28、J29、J31 - J34、J36 - J43、J45 - J49、J51、J53、J58 |                                                                                             |
| 2011 | J54 - J57、J61                                     | F3、F7 - F9 | J22、J30、J35、J44、J50、J52-J54,J56-J58、J59-J61、F1、F2、F4、F5 - F6        |                                                                                             |
| 2012 |                                                    |             | J55、J57、F7 - F9                                                             | 于3月16日后全部退出运营                                                                     |

*截至2012年3月16日

### 告別班次

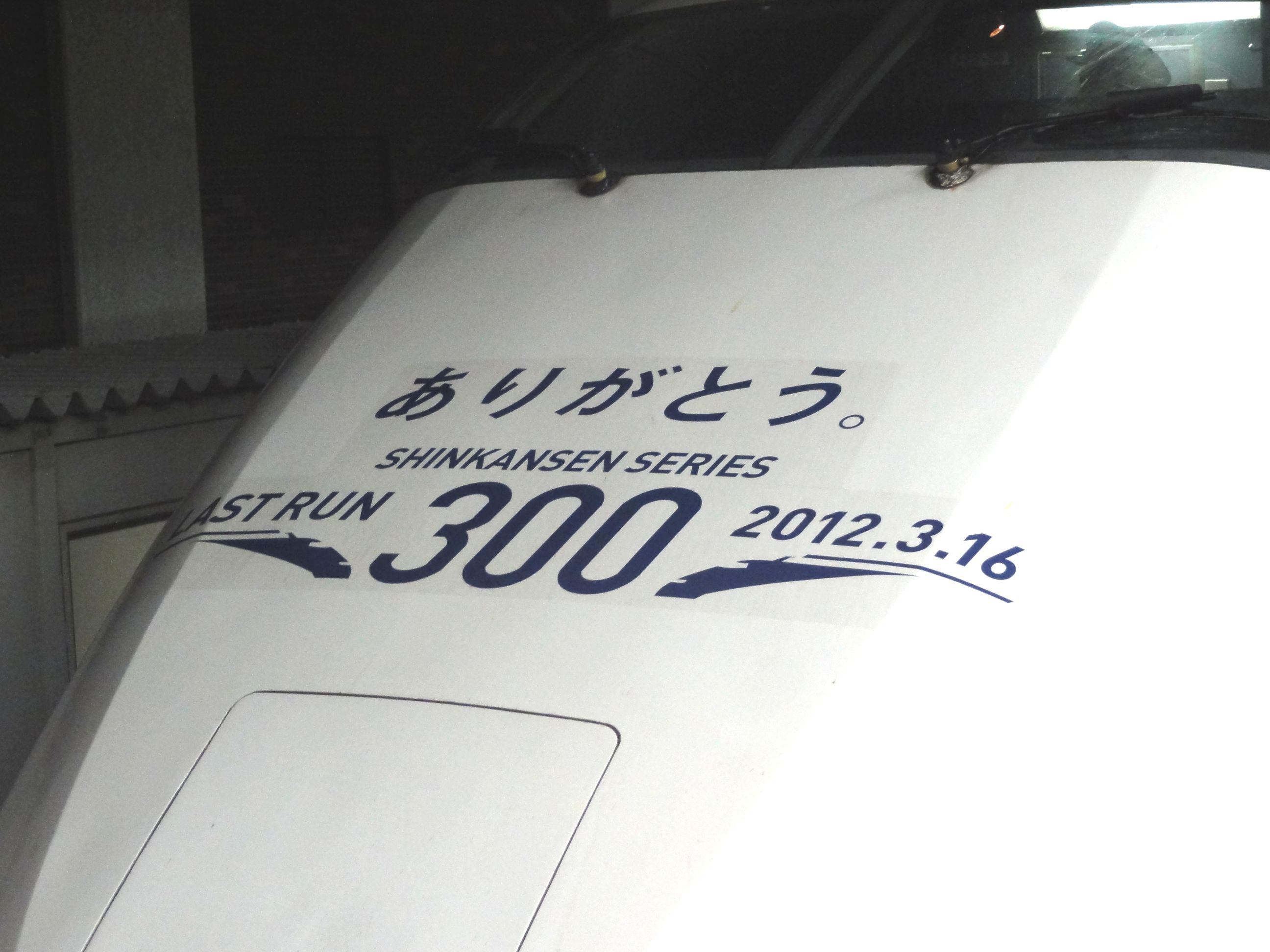
位于300系车头最后运行告别图标

所有JR東海及JR西日本的300系列車於2012年3月12日退出定期營運班次，並於3月16日營運告別班次臨時希望號329號（東海道新幹線）及臨時希望號609號（山陽新幹線）後，與100系一同正式退出新幹線營運。
- JR東海（東海道新幹線）
  - 東京→新大阪
  - 日期：2012年3月16日
  - 班次編號：臨時希望號329號
  - 行車時刻表：東京10:47發→品川10:54發→新横浜11:06發→名古屋12:32發→京都13:08到→新大阪13:23到

- JR西日本（山陽新幹線）
  - 新大阪→博多
  - 日期：2012年3月16日
  - 班次編號：臨時希望號609號
  - 行車時刻表：新大阪10:52發→新神户11:06發→岡山11:40發→广島12:19發→小倉13:10發→博多13:28到

## 保存车辆

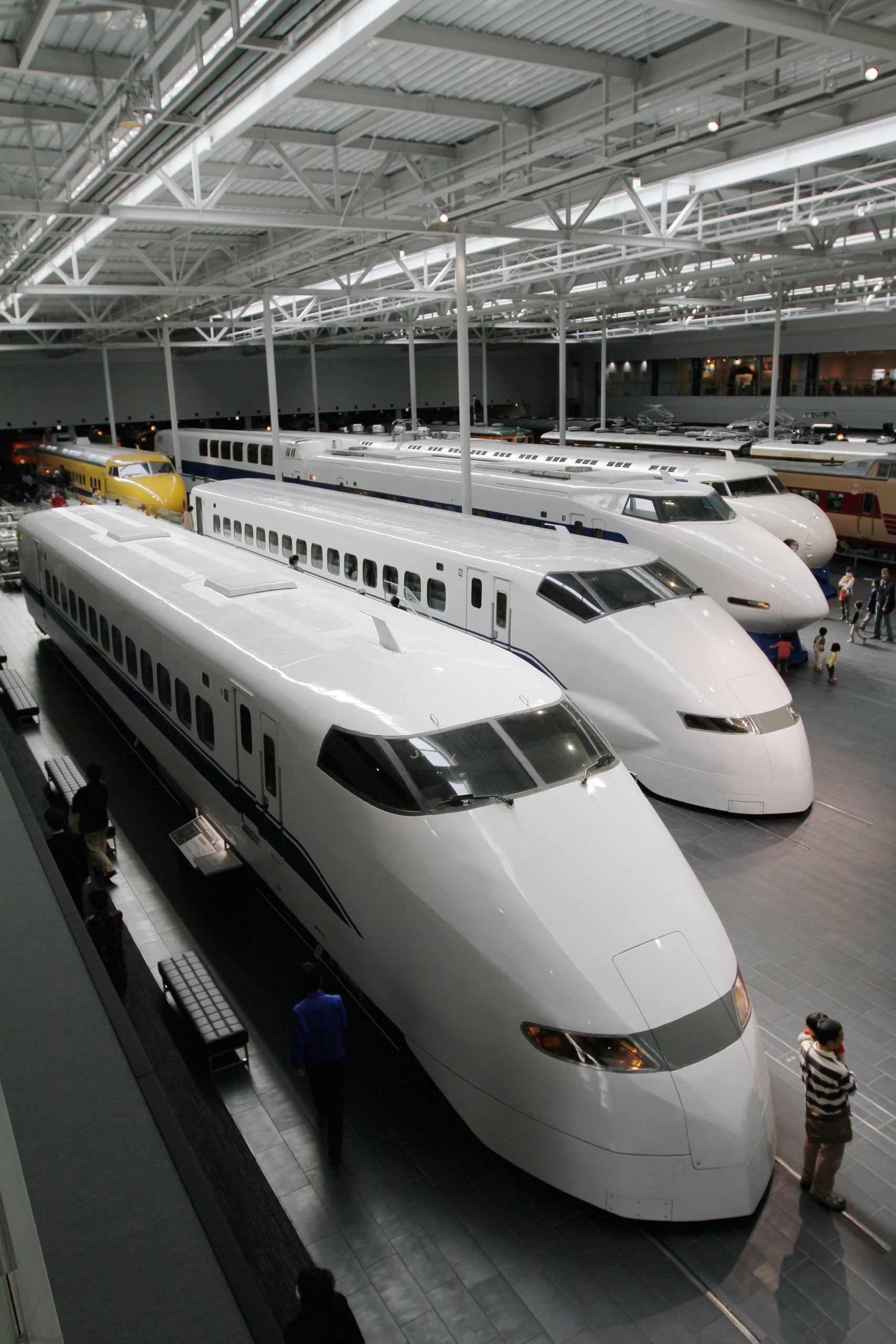
與100系及0系共同停放在JR东海磁悬浮・铁道馆中展示的322-9001、323-20兩輛300系車頭。照片攝於2011年3月，已於2013年報廢拆解的323-20當時仍保存於館內。

原為J1編組16號車的322-9001是在300系退役後唯一被保存下來沒有拆解的車頭，目前被收藏於JR東海所經營的鐵路博物館——位於名古屋市內的磁浮·鐵道館（リニア・鉄道館）。原本在該博物館開館初期，323-20（J21編組的1號車）也曾一同被收藏展示於館內，但2013年12月27日為了配合700系的保存展示車移入，323-20結束展示並被運送至濱松工廠解體。